# Liste des sites mégalithiques en Castille-La Manche
Cette liste non exhaustive recense les principaux sites mégalithiques en Castille-La Manche, en Espagne.

## Cartographie
Localisation des principaux sites mégalithiques en Castille-La Manche
| : Complexes mégalithiques · : Alignements, henges, cromlechs · : Dolmens, menhirs, tumulus, cairns · |

## Liste
| Site                                  | Type   | Commune                 | Notes | Coordonnées                                       | Image |
| ------------------------------------- | ------ | ----------------------- | ----- | ------------------------------------------------- | ----- |
| Dolmen du Portillo de las Cortes (es) | Dolmen | Anguita                 |       | 41° 03′ 23″ N, 2° 24′ 22″ O                       |       |
| Dolmen d'Azután (es)                  | Dolmen | Azután                  |       | 39° 46′ 50″ N, 5° 08′ 54″ O                       |       |
| Dolmen de Navalcán (es)               | Dolmen | Navalcán                |       | orthostate conservé au musée Santa Cruz de Tolède |       |
| Dolmen de San Martin de Montalbán     | Dolmen | San Martín de Montalbán |       | 39° 43′ 27″ N, 4° 24′ 54″ O                       |       |